# يحيى المحمدي
يحيى غازي عبد اللطيف المحمدي هو سياسي عراقي من مواليد عام 1974 حاصل على شهادة البكالوريوس في القانون الدستوري شغل عدة مناصب منها عضو المجلس المحلي لناحية الصقلاوية ثم مشاور قانوني في رئاسة الجمهورية ثم مدير مكتب وزير العلوم والتكنلوجيا ثم
عضو مجلس محافظة الانبار ورئيس لجنة التخطيط والمتابعة في المجلس ثم عضو في مجلس النواب العراقي ومقرر اللجنة القانونية النيابية (2018-2022).